# You’re My Heart, You’re My Soul
A You’re My Heart, You’re My Soul (magyarul: Te vagy a szívem, te vagy a lelkem) a német Modern Talking együttes első kislemeze, a The 1st Album című bemutatkozó nagylemezről. A dal 1984. október 29-én jelent meg Nyugat-Németországban.

## Története
A számot Dieter Bohlen Mallorcán töltött nászútja alkalmával komponálta 1984 nyarán, miután meghallotta a zenei alaphoz ihletet adó Fox The Fox együttes Precious Little Diamonds című slágerét. Az inspiráció hatására megírt szerzeményét eredetileg My Love Is Gone címmel látta el, amit  később korrigált. Így született meg a You're My Heart, You're My Soul.
1984. szeptember 3-án a Studio 33 nevű hamburgi stúdióban, az ifjú Thomas Anders slágerénekes dalainak rögzítésénél három kiváló vokalista is részt vett, akiket Dieter Bohlen zeneszerző és Luis Rodríguez producer kért fel, hogy működjenek közre két német nyelvű dal (Und wenn die Sonne schlafen geht; Es geht mir gut heut' Nacht) mellett egy teljesen új angol nyelvű dal, a You're My Heart, You're My Soul felvételénél is. 
Bohlen úgy döntött, hogy ezt az új hangzású dalt nem Thomas Anders-szólólemezeként jelentetik meg, hanem - mivel ő maga is vokálozott - közös produkcióként.

A You’re My Heart, You’re My Soul kottájának részlete.

A kislemez, amelyen szerzőként Steve Benson (Bohlen egyik szerzői álneve) került feltüntetésre, 1984. október 29-én került a boltokba, ám a korong még két hónap elteltével is alig fogyott. Mivel az előadók kiléte akkoriban még ismeretlen volt – hiszen a kislemezen nem volt róluk fotó - a könnyed diszkó hangzású dal, csak a német lemezlovasok között terjedt anélkül, hogy tudták volna kik is állnak a projekt mögött. Az RTL televízió luxemburgi stúdiójában készített alacsony költségvetésű hivatalos videóklip bemutatása után, a dal feljutott a nyugat-német Der Musikmarkt lista 38. helyére. A német ARD közszolgálati csatorna műsorvezetője Ingolf Lück, belehallgatott a slágerlistára újonnan bejutott együttes kislemezébe s úgy döntött, meghívja a fiúkat a zenei videóklipeket bemutató Formel Eins 1985. január 21-i adásába.   
A következő héten (1985. január 24.) a dal már a 9., majd hat héten keresztül az első helyen állt. Összesen huszonöt hetet töltött a nyugat-német slágerlistán, miközben a lemezcég nemzetközileg is megjelentette a kislemezt és az európai eladási listákon számos ország slágerlistáján az első helyre került. Megjelent az Egyesült Államokban és az Egyesült Királyságban is, de ott nem aratott nagy sikert (Nagy Britanniában az 56. helyre került, 1985. június 8-án). Mindenesetre a dal nemzetközi siker lett és mintegy 8 millió példányban kelt el világszerte.

## Közreműködők
- Thomas Anders: ének,
- Dieter Bohlen: háttérvokál
- Birger Corleis: háttérvokál
- Rolf Köhler: háttérvokál
- Michael Scholz: háttérvokál

## Formátumok és tracklista
7" (Hansa 106 884) (BMG)  (Megjelent: 1984. október 29-én)
| Sorszám | Cím                                                    | Időtartam |
| ------- | ------------------------------------------------------ | --------- |
| 1.      | You're My Heart, You're My Soul                        | 3:48      |
| 2.      | You're My Heart, You're My Soul (Instrumental Version) | 4:01      |

12" (Hansa 601 496) (BMG)  (Megjelent: 1984. október 29-én)
| Sorszám | Cím                                                    | Időtartam |
| ------- | ------------------------------------------------------ | --------- |
| 1.      | You're My Heart, You're My Soul                        | 5:35      |
| 2.      | You're My Heart, You're My Soul (Instrumental Version) | 4:01      |

## Minősítések és eladások
| Ország        | Minősítés  | Eladások |
| ------------- | ---------- | -------- |
| NSZK          | aranylemez | 250,000+ |
| Franciaország | aranylemez | 715,000+ |

## You're My Heart, You're My Soul '98
A You're My Heart, You're My Soul '98 az első kislemez a Modern Talking 1998-ban megjelent hetedik, Back for Good című albumáról. A dal tulajdonképpen az 1984-es eredeti verzió újrakevert, korszerűbb változata. A maxi CD-n öt verzióban hallgatható a sláger, köztük – amely leginkább meghódította a slágerlistákat - az a rap betéttel megtűzdelt verzió, amely a New York-i születésű amerikai rapper, Eric XL Singleton közreműködésével készült. A kislemez 1998. március 16-án jelent meg, melyhez videóklip is készült. Rendezője Daniel Lwowski és Johannes Grebert.

## Formátum és tracklista
CD-Single Hansa 74321 58884 2 (BMG) (Megjelent1998. szeptember 16-án)
| Sorszám | Cím                                                      | Időtartam |
| ------- | -------------------------------------------------------- | --------- |
| 1       | You're My Heart, You're My Soul (Modern Talking Mix '98) | 3:49      |
| 2.      | You're My Heart, You're My Soul (Classic Mix '98)        | 3:41      |

CD-Maxi Hansa 74321 57357 2 (BMG) / EAN 0743215735724	(Megjelent1998. szeptember 16-án)
| Sorszám | Cím                                                                           | Időtartam |
| ------- | ----------------------------------------------------------------------------- | --------- |
| 1       | You're My Heart, You're My Soul (Modern Talking Mix '98)                      | 3:49      |
| 2.      | You're My Heart, You're My Soul (Classic Mix '98)                             | 3:41      |
| 3       | You're My Heart, You're My Soul (Modern Talking Mix '98 feat. Eric Singleton) | 3:17      |
| 4.      | You're My Heart, You're My Soul (Original Short Mix '84)                      | 3:22      |
| 5.      | You're My Heart, You're My Soul (Original Long Mix '84)                       | 5:36      |

## Minősítések és eladások
| Ország        | Minősítés    | Eladások |
| ------------- | ------------ | -------- |
| Franciaország | aranylemez   | 475,000+ |
| Németország   | platinalemez | 500,000+ |
| Svédország    | platinalemez | 30,000+  |

## Slágerlistás helyezések
| Év   | Kislemez címe                       | Legmagasabb helyezés | Legmagasabb helyezés | Legmagasabb helyezés | Legmagasabb helyezés | Legmagasabb helyezés | Legmagasabb helyezés | Legmagasabb helyezés | Legmagasabb helyezés | Legmagasabb helyezés | Legmagasabb helyezés | Legmagasabb helyezés | Legmagasabb helyezés | Legmagasabb helyezés | Legmagasabb helyezés | Legmagasabb helyezés | Legmagasabb helyezés | Legmagasabb helyezés | Legmagasabb helyezés | Album címe    |
| Év   | Kislemez címe                       | AUT                  | BEL                  | DK                   | FIN                  | FRA                  | GER                  | HUN                  | ISR                  | ITA                  | JAP                  | NED                  | NOR                  | POR                  | RSA                  | SUI                  | SVE                  | TUR                  | UK                   | Album címe    |
| ---- | ----------------------------------- | -------------------- | -------------------- | -------------------- | -------------------- | -------------------- | -------------------- | -------------------- | -------------------- | -------------------- | -------------------- | -------------------- | -------------------- | -------------------- | -------------------- | -------------------- | -------------------- | -------------------- | -------------------- | ------------- |
| 1984 | You're My Heart, You're My Soul     | 1                    | 1                    | 1                    | 1                    | 3                    | 1                    | —                    | 1                    | 22                   | 15                   | 4                    | 3                    | 1                    | 1                    | 1                    | 3                    | 1                    | 56                   | The 1st Album |
| 1998 | You're My Heart, You're My Soul '98 | 2                    | 26                   | —                    | 8                    | 3                    | 2                    | 1                    | —                    | —                    | —                    | —                    | —                    | —                    | —                    | 4                    | 6                    | —                    | —                    | Back for Good |

## A szám feldolgozásai
A You’re My Heart, You’re My Soul-t számos más előadó is feldolgozta az elmúlt 30 év alatt. 
A következő táblázat a feldolgozások időrendjében sorol fel néhány nevezetesebbet.

| Év   | Előadó                          | Szám címe                                      | Zenei stílus         | Album címe                                               | YouTube hivatkozás |
| ---- | ------------------------------- | ---------------------------------------------- | -------------------- | -------------------------------------------------------- | ------------------ |
| 1985 | Mary Roos                       | Ich bin stark nur mit Dir                      | popsláger            | Ich Bin Stark, Nur Mit Dir                               |                    |
| 1985 | Alexa Leclere                   | Avec Toi, Contre Toi                           | pop sanzon           | Válogatásalbum - Salut Les Hits Salut Les Stars Vol.4    |                    |
| 1985 | Lian Ross (Creative Connection) | You’re My Heart, You’re My Soul                | diszkó               | You're My Heart, You're My Soul (Special Disco Versions) |                    |
| 1985 | James Last                      | You’re My Heart, You’re My Soul                |                      | nagyzenekari feldolgozás                                 |                    |
| 1986 | Piero Ipazio                    | Il Mio Cuore, Il Tuo Cuore Piero               | szintipop            | Piero Ipazio                                             |                    |
| 1989 | Engelbert Humperdinck           | You’re My Heart, You’re My Soul                | szintipop            | Ich Denk An Dich                                         |                    |
| 1993 | Derrière Le Miroir              | You’re My Heart, You’re My Soul (Tear Version) | new wave             | Pregnant                                                 |                    |
| 1994 | Tyrone Davis                    | You’re My Heart, You’re My Soul                | pop                  | You Stay On My Mind                                      |                    |
| 1995 | N.O.R.A.                        | You’re My Heart, You’re My Soul                | euro house           | You're My Heart, You're My Soul (kislemez)               |                    |
| 1997 | Da Flow                         | You’re My Heart, You’re My Soul                | hiphop               | You're My Heart, You're My Soul (kislemez)               |                    |
| 2003 | Bolenski Beat                   | You’re My Heart, You’re My Soul                | trance               | You're My Heart, You're My Soul (kislemez)               |                    |
| 2005 | P.R. Kantate                    | U me heart                                     | hiphop               | U me heart (kislemez)                                    |                    |
| 2005 | Maxitune                        | You’re My Heart, You’re My Soul                | relaxációs zene      |                                                          |                    |
| 2006 | Leningrad Cowboys               | You’re My Heart, You’re My Soul                | hard rock            | Zombies Paradise                                         |                    |
| 2006 | Thomas Anders                   | You’re My Heart, You’re My Soul                | jazz                 | Songs Forever                                            |                    |
| 2007 | Soraya Arnelas                  | You’re My Heart, You’re My Soul                | diszkó               | Dolce Vita                                               |                    |
| 2007 | Irigy Hónaljmirigy              | Ez a dal, ami szól                             | paródia              |                                                          |                    |
| 2010 | Moving Heroes                   | You’re My Heart, You’re My Soul                | eurodance            | Born To Win                                              |                    |
| 2011 | Igor Presnyakov                 | You’re My Heart, You’re My Soul                | akusztikus gitárzene |                                                          |                    |
| 2013 | Mark Ashley                     | You’re My Heart, You’re My Soul                | szintipop            | Válogatásalbum - Tonterías Las Justas Vol. 3             |                    |
| 2016 | Thomas Anders                   | You’re My Heart, You’re My Soul                | szintipop            | History                                                  |                    |
| 2019 | Dieter Bohlen                   | You’re My Heart, You’re My Soul                | zenekari verzió      | Das Mega Album! (Tour-Edition)                           |                    |
| 2021 | Loving Arms                     | You’re My Heart                                | szintipop            |                                                          |                    |